# Білецьківка (зупинний пункт)
Біле́цьківка — пасажирський залізничний зупинний пункт Полтавської дирекції Південної залізниці.
Розташований біля села Білецьківка, Кременчуцького району, Полтавської області на лінії Кременчук — Бурти між станціями Крюків-на-Дніпрі (13 км) та Бурти (1 км).
На зупинному пункті зупиняються приміські електропоїзди.